# Leonhard Haller
Leonhard Haller (* 1499 oder 1500 in Denkendorf; † 25. März 1570 in Eichstätt) war ein Weihbischof der Reformationszeit, der sich auch als Übersetzer und religiöser Schriftsteller betätigte.

Das Wappen Leonhard Hallers

## Leben

### Jugend, Ausbildung, Seelsorge
Über das Leben des Weihbischofs bis zu seinem Eintritt in den geistlichen Stand ist wenig Gesichertes bekannt. Bis ins 20. Jahrhundert hinein vermutete man, er stamme aus der Nürnberger Patrizierfamilie Haller von Hallerstein; der Eichstätter Diözesanhistoriker Franz Xaver Buchner konnte jedoch 1937 aufzeigen, dass Haller in Denkendorf geboren wurde. Er muss eine wissenschaftliche Ausbildung an einer Universität genossen haben, denn er trug später den Titel Magister artium. Vermutlich ist er identisch mit Leonhard Bader, der 1518 an der Universität Ingolstadt immatrikuliert wurde; Bader könnte auf den Beruf seines Vaters hindeuten. 1519 wurde an der Ingolstädter Artistenfakultät „Leonardus Haller de Denckendorff pauper“ zum Bakkalar promoviert, im Wintersemester 1529/30 dann als „D.(ominus) Leonardus Haller Ingolstadianus“ zum Magister artium, war also wohl in Ingolstadt ansässig geworden. Da er 1529 laut einer handschriftlichen Besitznotiz in einer Inkunabel als Kooperator in der Pfarrei St. Moritz in Ingolstadt wirkte, wird er zuvor (1528?) zum Priester geweiht worden sein.
1530 bis 1533 bekleidete Haller das Amt eines Predigers in Aichach (von dort aus besuchte Haller 1532 die Bibliothek des Brigittenklosters Altomünster). 1533 findet man Haller als Kooperator an St. Peter in München. Am 2. Februar 1534 wurde er Pfarrer von St. Ulrich in Augsburg. Als am 22. Juli 1534 der Rat der Stadt ein allgemeines Verbot der katholischen Predigt in der Stadt erließ, sprach Haller dem Rat das Recht hierzu ab, unterließ aber in der Folge das Predigen an Sonn- und Feiertagen. Wegen einer Trauungsansprache unter Hausarrest gestellt, verließ er am 13. Februar 1536 Augsburg und kehrte über München noch im gleichen Monat nach Ingolstadt zurück. Hier predigte er wahrscheinlich in St. Moritz mehrmals, bis er im Laufe des Jahres 1536, spätestens im August, eine Stelle am Dom zu Eichstätt, vermutlich ein Kanonikat am Willibaldschor, erhielt.
Die nächsten Jahre widmete sich Haller der Predigttätigkeit und kleineren schriftstellerischen Arbeiten.

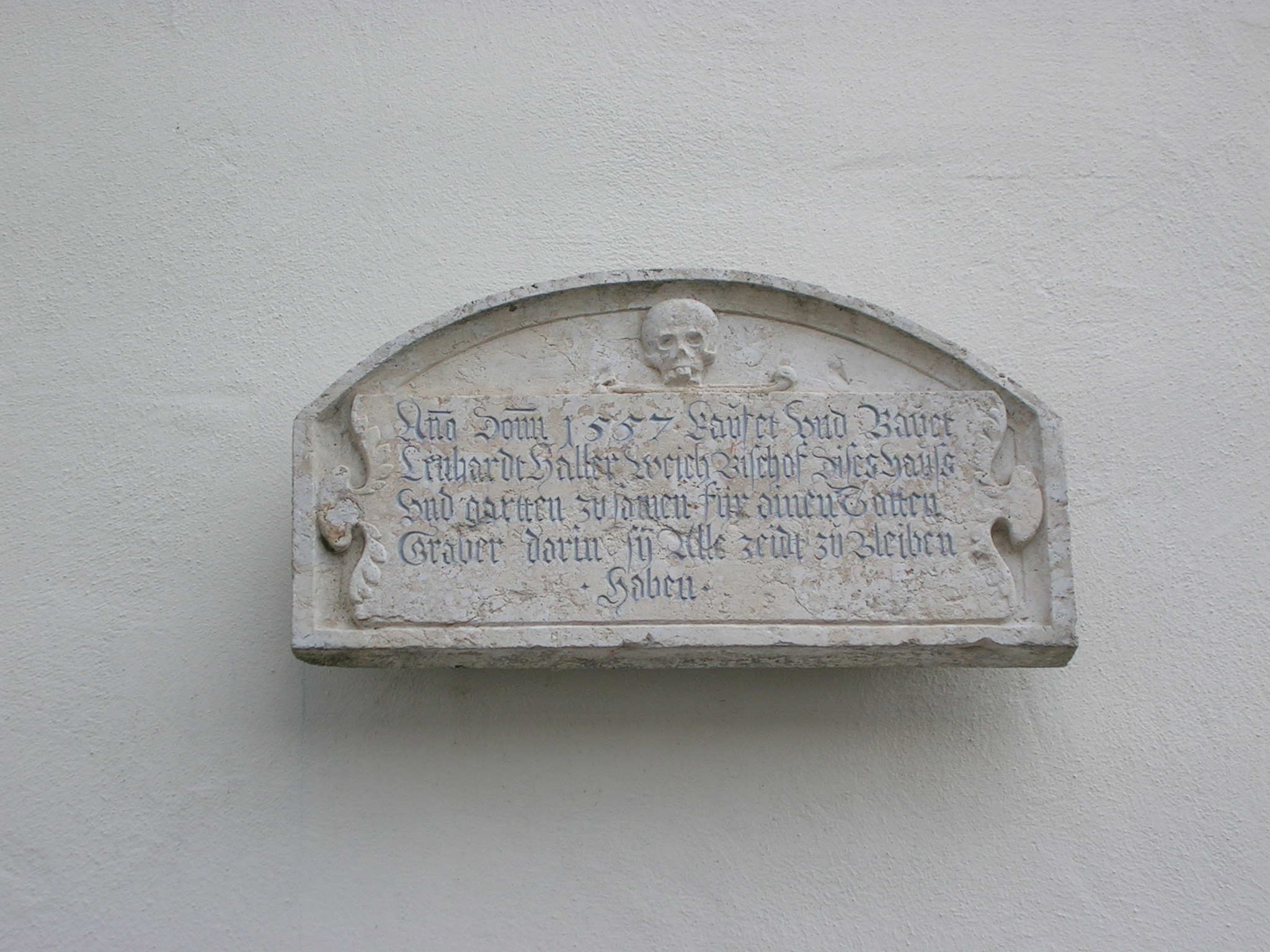
Steintafel am Haus des Totengräbers am Ostenfriedhof, das von Weihbischof Haller 1557 gestiftet worden war

### Der Weihbischof
Am 23. August 1540 ernannte ihn der Eichstätter Fürstbischof Moritz von Hutten zu seinem Weihbischof, und am 5. November 1540 wurde er durch Papst Paul III. zum Titularbischof von Philadelphia in Arabia ernannt. Nach dem 5. März 1541 empfing er die Bischofsweihe durch den Augsburger Weihbischof Johann Laymann. Drei Jahrzehnte lang ging er seiner Hauptaufgabe, der Vertretung des Bischofs in Pontifikalfunktionen, nach. Ab 1544 war er Domprediger in Eichstätt. In leitender Position wirkte er mit bei der Diözesansynode 1548 und bei Visitationen, z. B. des Stiftes St. Emmeram in Spalt 1542. Kurzzeitig wirkte er auch noch einmal in Augsburg: Als in St. Ulrich der katholische Gottesdienst wiederhergestellt wurde, betätigte er sich dort im Frühjahr 1548 als Predigtaushilfe. 1550 unternahm er eine Pilgerreise nach Rom. 1551 bis 1556 wohnte Haller in Eichstätt in einem Hof am Rossmarkt (ehemals C 245).
Im Dezember 1569 pilgerte Haller trotz fortgeschrittenen Alters noch einmal nach Rom. Wenige Monate später, am 25. März 1570, starb er in Eichstätt und wurde in der Kapelle „Mariä Schnee“ des Eichstätter Ostenfriedhofs bestattet, für die er mehrere fromme Stiftungen getätigt hatte und wo sich sein Grabstein, ein Bischofsbrustbild mit Inschrift, bis heute erhalten hat. Seine Bibliothek von mindestens 180 Bänden kam nach seinem Tod größtenteils in die fürstbischöfliche Hofbibliothek Eichstätt (heute in der Universitätsbibliothek Eichstätt-Ingolstadt). Auch die Staats- und Stadtbibliothek Augsburg besitzt Werke mit dem Monogramm Hallers.
In der Nähe der Kapelle am Ostenfriedhof ließ er 1557 ein Haus mit Garten bauen, das er der Stadt mit der Auflage schenkte, es dem jeweiligen Totengräber zu überlassen. 1560 hatte Haller der Stadt Eichstätt eine ihm gehörende „Behausung“ übergeben, die er für Hebammen bestimmte, 1567 eine „Behausung“ für drei arme Schrötter.

### Weihehandlungen
An Weihehandlungen Hallers sind überliefert:
- Mitwirkung bei der Konsekration des Regensburger Weihbischofs Johannes Klußpeckh im Juni 1547
- Nachdem die Truppen des Herzogs Moritz von Sachsen 1552 das Eichstätter Schottenkloster geplündert und dessen Kirche entweiht hatten, konsekrierte Haller dort zwei Jahre später drei Altäre.
- Konsekration des Eichstätter Fürstbischofs Martin von Schaumberg am 18. Mai 1561
- Konsekration der neuen Eichstätter Seminarkapelle am 26. November 1564

### Teilnahme am Tridentinum
In Vertretung des Eichstätter Bischofs nahm Haller 1562/63 an der dritten Tagungsperiode des Konzils von Trient teil; dort vertrat er 1563 auch den Würzburger Bischof. Auf dem Konzil sprach er sich gegen die Gewährung des Laienkelches aus, forderte aber dazu auf, die Meinung der deutschen Bischöfe zu erkunden und nach ihrem Urteil zu beschließen. Am 18. Mai 1563 setzte er sich mittels eines Konzilsvotums energisch für die Rechte der Weihbischöfe und der Prokuratoren ein.

## Literarische Tätigkeit
Diese galt überwiegend der Predigt. Seine eigenen Predigten aus dem Nachlass wurden, wenn auch unvollständig, erstmals 1785 von dem gebildeten Augsburger Buchhändler Franz Anton Veith verzeichnet. Auch der Rebdorfer Augustinerchorherr Andreas Straus beschäftigte sich 1799 in den „Viri scriptis...“ mit dem literarischen Werk Hallers; er ergänzt Veith.
Haller übersetzte zunächst Predigten von Johannes Hoffmeister vom Lateinischen und ergänzte sie (2 Bände, 1548 und 1550). 1553 gab er einen Teil seiner eigenen Predigten heraus und übersetzte zuletzt 1559 eine Kontroversschrift des späteren Kardinals Stanislaus Hosius. Alle weiteren Schriften Hallers, kleinere Abhandlungen, Übersetzungen, Predigten und Predigtskizzen sowie die Trienter Reiseschilderung, sind im Wesentlichen handschriftlich erhalten geblieben. Von Hallers Korrespondenz hat sich nur wenig erhalten.

### Gedruckte Werke
- Johannes Hoffmeister (und Leonhard Haller): Predig vber die Suntäglichen Euangelien des gantzen Jars. Ingolstadt: Alexander Weissenhorn 1548. H 4257 im VD 16. (zuletzt Wesel 1847). (Hoffmeister übersetzte seine Predigten von Advent bis Pfingsten noch selbst, die übrigen dann Haller).
- Johannes Hoffmeister, Leonhard Haller: Predig Von den lieben Heiligen Gottes, deren täg in der Christenlichen Kirchen vber Jar mit besunderer gedächtnuß vnd Eer begangen vnnd gefeyrt wirt. Beschriben durch ... Johan. Hofmaister ..., Vund was vom selben vndterlassen, das ist gnugsam vund trewlich erstattet durch Herren Leonhard Haller .... Ingolstadt: Alexander und Samuel Weissenhorn 1550 (und spätere Auflagen). H 4260 im VD 16. (Übersetzung von Predigten Hoffmeisters durch Haller und ergänzende Predigten Hallers sowie eine Abhandlung Hallers über Gnade und Ablass).
- Leonhard Haller: Grundt vnnd kundtschafft auß Göttlicher geschrifft vnd den hailigen Vättern, das Fleisch vnd Blut IHESV CHRISTI im Ambt der hailigen Meß durch geweychte Priester warhafftigklich geopfert werd, ... in siben Predigen angezaigt. Ingolstadt: Alexander und Samuel Weissenhorn 1553. H 330 im VD 16., siehe  (weitere Predigten Hallers zum Meßopfer blieben ungedruckt)
- Stanislaus Hosius: Von dem Hellen, diser Zeit von vilen hoch gerümbten klaren vnd offenbarem WORT GOTTES ain erleutterung vnnd warnungs Schrift. Übersetzt von Leonhard Haller. Ingolstadt: Alexander und Samuel Weissenhorn 1559. H 5160 im VD 16. Siehe